# Etrigan
Etrigan, le Démon est un personnage de comics appartenant à DC Comics. 

## Histoire
Il a été créé par Jack Kirby dans The Demon #1 en 1972.
Il s'agit d'un démon lié par Merlin l'Enchanteur à l'humain Jason Blood, qui peut le convoquer à sa place. Leur combinaison rend Blood immortel.
Etrigan est un démon rimeur, qui s'exprime donc d'une manière spécifique. Il possède une force surhumaine, et crache des flammes.
Bien qu'il n'ait que peu de succès en tant que personnage principal, Etrigan est un second rôle très apprécié et que l'on a pu voir apparaître notamment lors du renouveau de Green Arrow par Kevin Smith ou dans Swamp Thing et Sandman.
Il a récemment fait l'objet d'une série réalisée par John Byrne. Il apparaît dans La Tragédie du démon (2000).
Dans La Ligue des justiciers : Le Paradoxe Flashpoint son homologue est membre de la Résistance.

## Apparition dans d'autres médias

### Séries animées
- Batman (The New Batman Adventures, Alan Burnett, Paul Dini, Bruce Timm, 1997-1999) avec Billy Zane : (VF : Bruno Dubernat)
- La Ligue des justiciers (Justice League puis Justice League Unlimited, 91 épisodes, Paul Dini, Bruce Timm, 2001-2006) avec Michael T. Weiss (VF : Charles Borg)
- Batman : L'Alliance des héros (Batman: The Brave and the Bold, James Tucker, 2008-) voix de Dee Bradley Baker (VF : Michel Vigné puis Thierry Wermuth)
- La Ligue des justiciers : Action (Justice League Action)
- La Ligue des Justiciers : Nouvelle Génération (Young Justice, Greg Weisman, Brandon Vietti, 2021-) voix de David Shaughnessy

### Films d'animation
- La Ligue des justiciers : Le Paradoxe Flashpoint (2013) de Jay Oliva (VF : Thierry Murzeau) ;
- Justice League Dark (2017) de Jay Oliva (VF : Jean-Marc Galera) ;
- Justice League Dark: Apokolips War (2020) de Matt Peters et Christina Sotta (VF : Jean-Marc Galera) ;
- Batman: The Doom That Came to Gotham (2023) de Christopher Berkeley et Sam Liu (VF : Philippe Dumond).

### Jeux vidéo
- DC Universe Online
- Etrigan apparaît comme easter eggs faisant un bras de fer avec Hellboy, dans le niveau Pandaemonium, du jeu vidéo Kingdom Rush

### Livre audio
- The Sandman